# Musseromys inopinatus
Musseromys inopinatus — вид гризунів родини мишевих (Muridae). Він знайдений на горі Амуяо в Лусоні, Філіппіни.